# Дашкино
Да́шкино (рос. Дашкино, ерз. Дашкино) — присілок у складі Темниковського району Мордовії, Росія. Входить до складу Аксьольського сільського поселення.
Населення — 54 особи (2010; 70 у 2002).
Національний склад (станом на 2002 рік):
- татари — 100 %